# Austin (California)
Austin es un área no incorporada ubicada en el condado de Santa Clara en el estado estadounidense de California.

## Geografía
Austin se encuentra ubicada en las coordenadas 37°14′33″N 121°59′54″O / 37.24250, -121.99833.